# Želibořice
Želibořice jsou vesnice, část obce Bušanovice v okrese Prachatice v Jihočeském kraji. Nachází se na severo-severozápadním okraji Bušanovic, s nimiž stavebně splývá; obě tyto části obce od sebe dělí jen Černý potok. Želibořice leží v katastrálním území Bušanovice o výměře 5,91 km².

## Historie

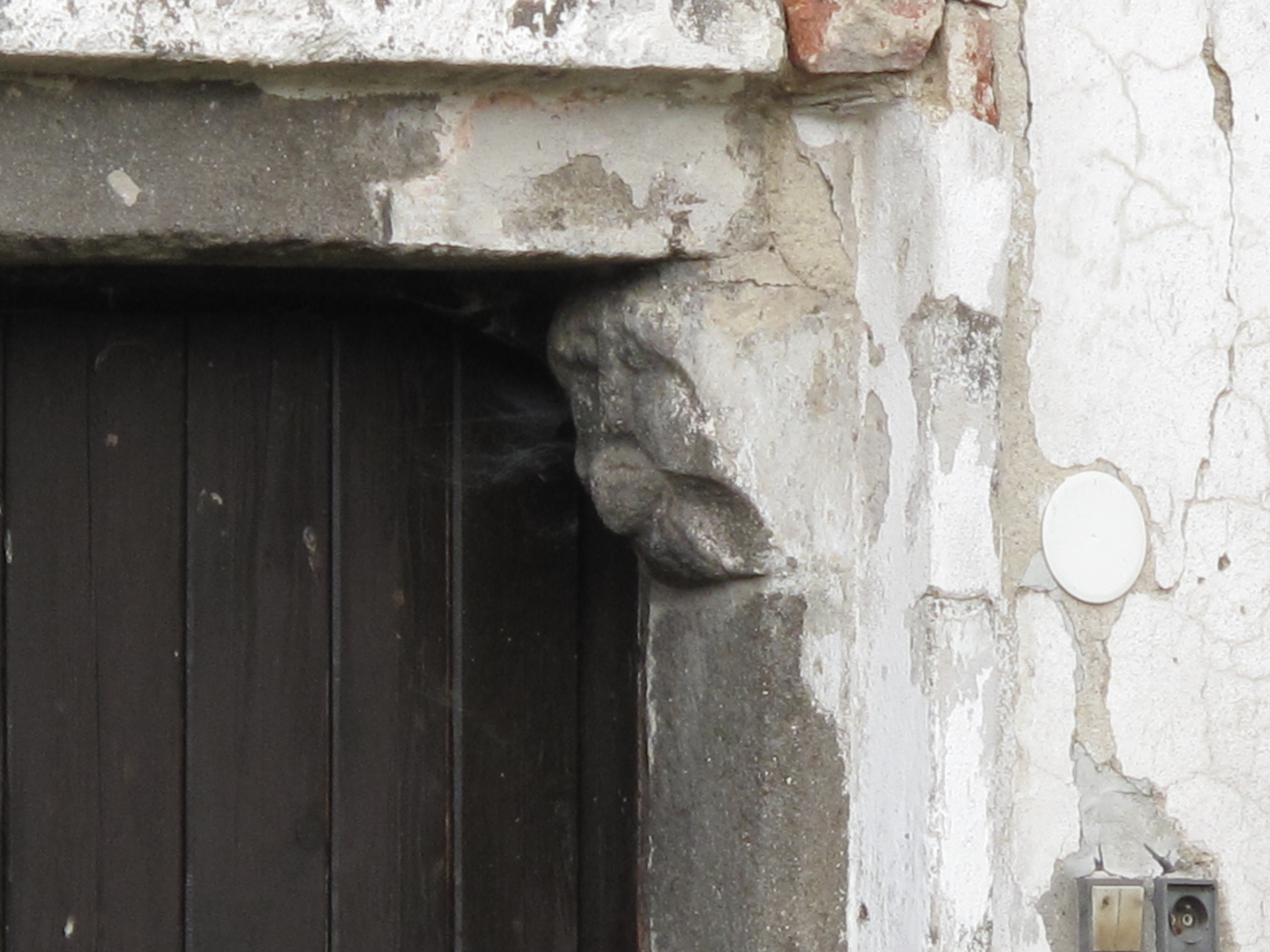
Hlavička na ostění dveří sýpky

První písemná zmínka o vesnici pochází z roku 1329.

## Obyvatelstvo
| Rok            | 1869 | 1880 | 1890 | 1900 | 1910 | 1921 | 1930 | 1950 | 1961 | 1970 | 1980 | 1991 | 2001 | 2011 | 2021 |
| -------------- | ---- | ---- | ---- | ---- | ---- | ---- | ---- | ---- | ---- | ---- | ---- | ---- | ---- | ---- | ---- |
| Počet obyvatel | 48   | 63   | 40   | 41   | 79   | 75   | 70   | 57   | 45   | 43   | 62   | 60   | 59   | 49   | 41   |
| Počet domů     | 7    | 8    | 6    | 6    | 8    | 9    | 14   | 14   | 14   | 11   | 12   | 16   | 16   | 16   | 17   |

## Obecní správa
Při sčítání lidu v letech 1850–1899 Želibořice byly osadou obce Předslavice v okrese Strakonice. V letech 1900–1985 byly osadou obce Bušanovice, se kterým patřily nejprve do okresu Strakonice, ale od roku 1950 v okrese Prachatice. Od 1. července 1985 do 23. listopadu 1990 byly částí města Vlachovo Březí v okrese Prachatice. Od 24. listopadu 1990 jsou opět částí obce Bušanovice v okrese Prachatice.